# 명군
대명군(大明軍), 통칭 명군(明軍) 또는 명나라군은 1368년부터 1644년까지 존속한 중국 왕조 명나라의 군대이다. 1368년 주원장에 의해 조직된 명군은 초기에는 주로 세습을 따라 조직되었으며, 군인들은 자급자족하는 농업 공동체에서 복무할 예정이었다. 그들은 위소제라고도 알려진 군사 제도하에서 경비(위)와 대대(소)로 편제되었다. 이 세습 근위대 체계는 1450년경 쇠퇴했으며, 이후 용병으로 대체되기도 했었다. 명나라 중기 이후에는 군대를 강제로 동원하는 다른 방법도 있었지만 모두 소수에 불과했고 전체적으로 보면 여전히 위소제가 가장 중요한 군사 체계였다. 명나라 군인의 최대 수는 약 3백만 명이었고 전국에 주둔했다. 명나라의 군사 산업도 매우 발달했으며 5,000명의 병사로 구성된 대대는 1,000정의 벽력포, 200정의 조총, 20문의 대포, 그 외 기타 장비를 갖추고 있었다. 명나라는 각 황제 치세 동안 대규모 전쟁을 벌였기 때문에 상당한 양의 무기를 생산했다.
명대는 중국 전통 화기의 급속한 발전과 도전의 시대였다. 서양 화기 도입 이전 중국에서는 전통 화기의 발달이 상당했는데, 그 중 총포류가 명나라 화기 개발의 주축이었으며 가장 널리 사용되었다. 그러나 명나라 중기 이후 서구에서 유래한 신형 화기는 다양한 경로를 통해 점차 중국으로 유입되었고, 우수한 성능으로 중국에서 급속히 대중화되어 전통적인 화기의 영역에 심각한 도전을 제기하였다.